# Патријарх српски Кирило II
Кирило II је био архиепископ пећки и патријарх српски од 1759–1763. године, након патријарха Гаврила IV. Био је Грк по националности, као и његова два претходника Гаврило IV и Пајсије II.
Када су Турци сменили патријарха Гаврила IV, за новог патријарха постављен је 1759. године Кирило II. За његово време је у Сарајеву умро митрополит митрополит дабробосански Пајсије Лазаревић, 2. фебруара 1759. године, те је патријарх Кирило II уместо њега за митрополита дабробосанског, 21. марта 1759. године, преместио митрополита новобрдског Василија Бркића. Нови митрополит дабробосански је тек у децембру 1760. године дошао у Сарајево.
Као патријарх, није био омиљен од српских епископа, јер је Патријаршију још више задужио. У Нишу је одржао један састанак са српским епископима и виђенијим настојатељима на коме је предложено да се умоли бивши патријарх Гаврило III Николић да се врати на престо српских патријарха, јер је он једини био способан да спасе Патријаршију беде и дуга у који је запала. Патријарх Гаврило је то одбио.
Которски провидур Зуста каже да је митрополит дабробосански интригама подрио патријарха Кирила II па је, 1763. године, засео на столицу Светог саве, али су сродници свргнутог патријарха Кирила II оптужили новог патријарха у Цариграду као издајицу и уходу, те је патријарх Василије био свргнут и послат у заточење на острво Кипар.